# Autumn Love
Autumn Love — студийный альбом американской певицы Хелен Меррилл, записанный и выпущенный лейблом Victor в Японии в 1967 году. Аранжировщиками альбома стали Киёси Ямайя, Масао Яги и Норио Маэда.

## Отзывы критиков
| Оценки критиков                     | Оценки критиков |
| Источник                            | Оценка          |
| ----------------------------------- | --------------- |
| AllMusic                            | [ 1 ]           |
| The Rolling Stone Jazz Record Guide | [ 2 ]           |

Обозреватель Stereo Review Пол Креш: «У Хелен Меррилл один из тех хрипловатых, мрачных голосов, и она знает, как использовать его, чтобы воплотить эту концепцию старых фаворитов на тему осени. Певица напоминает о красках времени года и сонных вечерах у потрескивающего камина, когда поёт о сентябре под дождем, осени в Нью-Йорке, осени в Риме, осенних листьях и так далее. Ей каким-то образом удаётся превратить неизбежную „Сентябрьскую песню“ из душераздирающей баллады о сожалении по поводу старения в своего рода уютную колыбельную для взрослых. Меррилл культивирует свой особый подход к записи уже около двадцати пяти лет, и, очевидно, она пользуется большой популярностью в Японии, где этот альбом был записан в сопровождении того, что в аннотации к нему описывается как „некоторые из лучших сайдменов японской джазовой сцены“. Есть несколько неприятных моментов — это в самой природе программы, — но по большей части все проходит приятно, и особое настроение искусно поддерживается».
Уильям Рульманн из AllMusic написал: «Хелен Меррилл получила хорошую поддержку от группы японских музыкантов в создании этого сборника баллад 1960-х годов. Тембр Меррилл напоминает Пегги Ли, но её интерпретации больше напоминают Сару Воан, поскольку она сглаживает ноты и использует туманный тон для достижения эмоциональной дистанции от лирических настроений. Эти настроения обычно меланхоличны, но даже когда они более оптимистичны, как в „Two Sleepy People“ и „You’d Be So Nice to Come Home To“, Меррилл не заинтересована в воспроизведении позитивных чувств. „Two Sleepy People“ обычно исполняется как слегка комичный дуэт, но Меррилл больше всего беспокоит сонливость, поскольку она переходит от явного переутомления к мечтательности. Ей больше нравятся песни, которые обычно исполняются как джазовые инструменталы. На таких треках, с отзывчивыми аккомпаниаторами, она заставляет слушателя почувствовать, что обстановка — это пустой клуб в поздний час, где только бармен является её аудиторией».

## Список композиций
1. «Autumn in New York» (Вернон Дюк) — 3:19
2. «No Other Love» (Боб Расселл, Пол Уэстон) — 3:18
3. «Goodbye» (Гордон Дженкинс) — 3:08
4. «September in the Rain» (Эл Дубин, Гарри Уоррен) — 2:08
5. «Someone to Watch Over Me» (Джордж Гершвин, Айра Гершвин) — 3:14
6. «Autumn in Rome» (Сэмми Кан, Алессандро Чиконини, Пол Уэстон) — 2:46
7. «September Song» (Максвелл Андерсон, Курт Вайль) — 3:51
8. «’Round Midnight» (Телониус Монк) — 3:42
9. «Two Sleepy People» (Хоги Кармайкл, Фрэнк Лессер) — 3:35
10. «Autumn Leaves» (Жозеф Косма, Джонни Мерсер) — 2:32
11. «You’d Be So Nice to Come Home To» (Коул Портер) — 2:40
12. «Days of Wine and Roses» (Генри Манчини, Джонни Мерсер) — 3:12

## Участники записи
- Альт-саксофон — Сигео Судзуки
- Аранжировка — Киёси Ямайя (1, 2, 4, 12), Масао Яги (3, 7-9), Норио Маэда (5, 6, 10, 11)
- Бас-гитара — Тацуро Такимото
- Вибрафон — Хироси Мацумото
- Гитара — Сюнго Савада
- Инженер — Тодзи Сэкигути
- Продюсер — Ёсихисо Хонда
- Тенор-саксофон — Итиро Мимори, Коносукэ Сайдзё
- Тромбон — Наодзо Нономура
- Труба — Тецуо Фусими
- Ударные — Такеси Иномата
- Флейта — Такеcи Соно
- Фортепиано — Масару Имада